# Maria de Burgundia
Maria de Burgundia, numită Maria cea Bogată, (13 februarie 1457 – 27 martie 1482), a fost ducesă de Burgundia din 1477 până în 1482. Ca singurul copil al lui Carol I de Burgundia (zis și Carol Temerarul) și a Isabellei de Bourbon, ea a fost moștenitoarea vastelor domenii Burgundia din Franța după moartea tatălui ei în bătălia de la Nancy la 5 ianuarie 1477. Mama ei a murit în 1465, dar Maria a fost în termeni foarte buni cu mama ei vitregă, Margareta de York, cu care Carol s-a căsătorit în 1468.

## Primii ani
Maria de Burgundia s-a născut la Bruxelles, la castelul ducal Coudenberg, ca fiica lui Carol Temerarul, conte de Charolais și a celei de-a doua soții a acestuia, Isabella de Bourbon. Nașul ei a fost Ludovic, Delfin al Franței, aflat în exil în Burgundia în acea perioadă. El a numit-o după mama sa, Maria de Anjou. Reacțiile la nașterea ei au fost mixte: bunicul patern, Ducele Filip cel Bun, nu a fost impresionat și "a ales să nu participe la botez din moment ce era doar o fată"; bunica Isabela a Portugaliei a fost încântată de nașterea unei nepoate.

## Moștenitoare prezumptivă
Bunicul ei, Filip cel Bun, a murit în 1467, lăsându-l pe fiul său Duce de Burgundia și pe nepoata în vârstă de 10 ani moștenitoare prezumptivă. Prima propunere pentru mâna ei a fost primită de tatăl ei pe când Maria avea cinci ani - căsătoria cu viitorul rege Ferdinand al II-lea de Aragon.  Mai târziu, fratele mai mic al lui Ludovic al XI-lea, Charles, Duce de Berry, a făcut o abordare, spre disperarea intensă a fratelui său regele, care a încercat să împiedice dispensa papală necesare pentru consangvinitate.
De îndată ce Ludovic a produs un moștenitor de sex masculin care a supraviețuit copilăriei, este vorba de viitorul rege Carol al VIII-lea al Franței, Ludovic a vrut ca fiul său să fie cel care să se căsătorească cu Maria, în ciuda faptului că fiul său era cu treisprezece ani mai tânăr decât Maria. Nicholas I, Duce de Lorena era cu câțiva ani mai în vârstă decât Maria și ducatul lui era alături de teritoriul burgund, dar planul său de a combina teritoriul său cu al ei a fost întrerupt de moartea ducelui în luptă, în 1473.

## Domnie

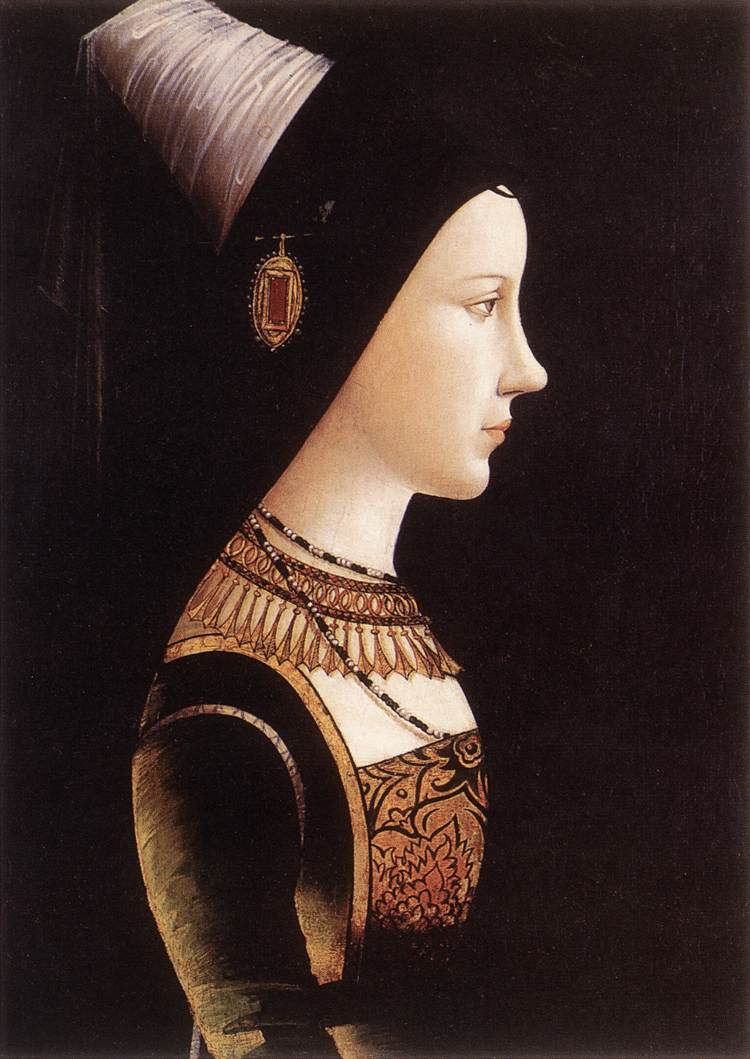
Ducesa Maria de Burgundia

Maria i-a succedat tatălui său după moartea acestuia, în bătălia de la Nancy la 5 ianuarie 1477. Regele Ludovic al XI-lea al Franței a profitat de ocazia oferită de înfrângerea și moartea rivalului său pentru a încerca să intre în posesia prosperului ducat de Burgundia, și a Franche-Comté, Picardia și Artois.
Regele era nerăbdător ca Maria să se căsătorească cu fiul său Charles și astfel să asigure moștenirea Țărilor de Jos pentru moștenitorii săi, prin forța armelor, dacă era necesar. Burgundia, temându-se de puterea militară franceză, a trimis o misiune diplomatică în Franța pentru a negocia o căsătorie între Maria și micul Charles în vârstă de șase ani, însă negociatorii s-au întors acasă fără o logodnă, găsind cererile regelui francez de cesiune asupra teritoriilor drept inacceptabile.
Maria l-a ales ca soț, dintre mulții pețitori la mâna ei, pe Arhiducele Maximilian de Austria, care a devenit co-domnitor. Nunta a avut loc la Ghent în după amiaza zilei de 16 august 1477. Evenimentul a inițiat două secole de dispute între Franța și Habsburgi (mai târziu asupra Spaniei, apoi Austriei) pentru posesiile lor, care a culminat cu Războiul de succesiune spaniol (1701 – 1714).
Cinci ani mai târziu, Ducesa a vârstă de 25 de ani a căzut de pe cal și a murit în apropiere de Castelul Wijnendale. Mariei îi plăcea echitația  și în timp ce urmărea un șoim împreună cu Maximilian, calul ei a aruncat-o iar ea și-a rupt spatele. A murit câteva zile mai târziu, după ce a făcut un testament detaliat. Este îngropată în biserica Maicii Domnului din Bruges.